# Engilrammo
Engilrammo, chiamato anche Egelram, Enguerand, Enguerrand, Engilram, Ingelram (810 circa – 877), fu ciambellano, maestro dei portieri e amministratore del fisco di Carlo il Calvo fino all'871 circa. Egli ebbe anche il titolo di conte dall'853, ma non è chiaro quale fosse il suo dominio.

## Biografia
Non si sa nulla dei suoi antenati. 
Engilrammo era ciambellano, maestro dei portieri e amministratore del fisco sotto Carlo. Ricoprì questi incarichi dall'842 all'871 o 872 quando fu sostituito da Bosone di Provenza. Fu identificato come una figura di spicco della rete di conti fedeli di Carlo, tra cui Nibelung II, conte del Vexin e Alerano, conte di Troyes, che aiutarono nella gestione del regno. 
Engilrammo è indicato come conte nel terzo missicatum nel capitolare di Servais del novembre 853 che includeva "le contee di Engilrammo". Nelson identifica Engilrammo come un conte "la cui contea si trovava nel nord-est del regno, vicino a quella del genero di Carlo, conte Baldovino.” Grierson ritiene che i pagi (distretti) di Mélantois, Caribant, Pevèle e Ostrevant erano quelli di Engilrammo citati nel capitolare. Affermare che Engilrammo era il conte delle Fiandre è chiaramente sbagliato (così come l'affermazione che era il nonno di Baldovino I, quando invece, come già detto, era il genero). Engilrammo era abate laico dell'abbazia di San Pietro a Gand, che avrebbe potuto essere anche la fonte del suo titolo. 
Quando Carlo fece un patto con il fratellastro Ludovico il Germanico nell'864, fu nominato, insieme a Incmaro di Reims, garante per conto del re. Fu rappresentante di Carlo al sinodo di Meaux nel giugno 845. Nell'868 fu inviato con doni dal re Salomone di Bretagna, e agì nuovamente come garante nell'870, come riportato nel capitolare di una riunione di Carlo e Ludovico del 6 marzo 870. 
Richilde di Provenza, la seconda moglie di Carlo, era ostile nei confronti di Engilrammo e lo fece sostituire in alcune cariche da suo fratello Bosone di Provenza. Il disonorato Engilrammo persuase quindi Ludovico il Germanico ad invadere la Lorena in seguito alla morte dell'imperatore Ludovico II il Giovane, raggiungendo il palazzo di Attigny il 25 dicembre 875, prima di ritirarsi a Mayence. 

## Famiglia e figli
Engilrammo sposò Friderada, appartenente alla dinastia Liudolfingia (denominata in seguito ottoniana), e ebbe una figlia senza nome che sposò Ricwin, conte di Verdun. Essa fu la madre del successore di Ricwin, Ottone, che fu anche duca di Lorena. Ricwin ordinò la decapitazione di sua moglie per la sua disinvoltura. 